# Taku Ushinohama
Taku Ushinohama (牛之濵 拓 Ushinohama Taku?, nacido el 14 de julio de 1992 en Kagoshima) es un futbolista japonés que se desempeña como centrocampista.

## Trayectoria

### Clubes
| Club           | País  | Año         |
| -------------- | ----- | ----------- |
| Avispa Fukuoka | Japón | 2011 - 2015 |
| Grulla Morioka | Japón | 2016        |
| Tochigi SC     | Japón | 2017 -      |

## Estadística de carrera

### J. League
| Club           | Año   | J. League | J. League | Copa J. League | Copa J. League | Total | Total |
| Club           | Año   | Part.     | Goles     | Part.          | Goles          | Part. | Goles |
| -------------- | ----- | --------- | --------- | -------------- | -------------- | ----- | ----- |
| Avispa Fukuoka | 2011  | 4         | 2         | 1              | 0              | 5     | 2     |
| Avispa Fukuoka | 2012  | 0         | 0         | -              | -              | 0     | 0     |
| Avispa Fukuoka | 2013  | 11        | 1         | -              | -              | 11    | 1     |
| Avispa Fukuoka | 2014  | 10        | 0         | -              | -              | 10    | 0     |
| Avispa Fukuoka | 2015  | 3         | 0         | -              | -              | 3     | 0     |
| Grulla Morioka | 2016  | 28        | 9         | -              | -              | 28    | 9     |
| Tochigi SC     | 2017  | 28        | 7         | -              | -              | 28    | 7     |
| Total          | Total | 84        | 19        | 1              | 0              | 85    | 19    |